# Gare de Montdidier
Gare de Montdidier vasútállomás Franciaországban, Montdidier településen.

## Vasútvonalak
Az állomást az alábbi vasútvonalak érintik:
- Ormoy-Villers-Boves-vasútvonal
- Saint-Just-en-Chaussée-Dowaai-vasútvonal

## Kapcsolódó állomások
A vasútállomáshoz az alábbi állomások vannak a legközelebb:
- Gare d’Estrées-Saint-Denis
- Gare d’Hargicourt - Pierrepont
- Gare de Tricot